# Antemasque
Antemasque ist eine 2014 von den ehemaligen At the Drive-In- bzw. The-Mars-Volta-Mitgliedern Omar Rodríguez-López und Cedric Bixler-Zavala gegründete Alternative-Rock-Band.

## Geschichte
Am 4. April 2014 stellte sich Antemasque mit Veröffentlichung des ersten Songs 4AM offiziell vor, am 1. Juli desselben Jahres veröffentlichte die Band ihr Debütalbum Antemasque ohne vorherige Ankündigung über den Bandcamp-Account der Band. Das Album zog schnell starke Aufmerksamkeit auf sich. Visions wählte es zum Album des Monats August. Beim Erscheinen der Rezension war das Album jedoch nicht mehr online erhältlich, da es die Band – überrascht vom Interesse – zurückgezogen hatte, um eine physische Veröffentlichung für den Herbst 2014 vorzubereiten. Am 10. November erschien das Album schließlich regulär auf CD/Vinyl. Antemasque wurde von Visions zum besten Album 2014 gewählt, laut.de führte es auf Platz 3 ihrer Jahresbestliste.
Der Bass auf dem Debütalbum wurde vom Red-Hot-Chili-Peppers-Bassisten Flea eingespielt, der der Band für die Aufnahmen zum Album sein Studio The Boat in Silver Lake, Kalifornien, überließ. Für die Livetournee übernahm Omar Rodríguez-López’ Bruder Marfred Rodríguez-López den Bass. Am Schlagzeug saß der ehemalige The Mars Volta-Schlagzeuger Dave Elitch. Seit Herbst 2015 sitzt Travis Barker an den Drums.

## Diskografie
- 2014: Antemasque (Album)